# Heartbreaker (песня Led Zeppelin)
Heartbreaker — пятая песня со второго альбома британской рок-группы Led Zeppelin, Led Zeppelin II. Авторами песни указаны все четверо участников группы. «Heartbreaker» занимает 328-е место в списке "500 величайших песен всех времён по версии журнала Rolling Stone (2011).

## История создания
Песня «Heartbreaker» была записана в нью-йоркской A & R Studios, во время второго концертного тура Led Zeppelin по США. Звукоинженером в студии был Эдди Крамер.

### Гитарное соло
Знаменитое гитарное соло было записано уже после того, как основная студийная работа над композицией была завершена. Гитарист Джимми Пейдж говорил:

Это соло просто случайно пришло мне в голову. Я всегда старался сделать что-то непохожее, или что-то такое, что никому больше не приходило в голову. Но интересно, что это гитарное соло было записано уже после того как песня была записана: мысль возникла позже. Вся эта секция была записана в другой студии и как бы вложена в середину. Можно заметить, что даже настрой гитары там другой… Соло не было написано по нотам: оно придумывалось на месте. Думаю, это была одна из первых вещей, которые я сыграл через Marshall…

Гитарное соло в Heartbreaker занимает 16-е место в списке «Величайших гитарных соло всех времён» журнала Guitar World.

### Исполнение на концертах
«Heartbreaker» — одна из двух песен (наряду с «Communication Breakdown» с первого альбома), исполнявшихся Led Zeppelin на концертах на протяжении всей своей карьеры — с 1969 по 1980 год. В 1971—1972 годах группа начинала свои выступления с «Immigrant Song», которая без паузы переходила в «Heartbreaker». Впоследствии ею группа завершала концерты.
Концертная версия песни 1973 года представлена в кинофильме «The Song Remains the Same»; более ранние версии — на сборниках.

## Кавер-версии
Группа Nirvana играла кавер «Heartbreaker» на одном из своих концертов. Данный кавер был выпущен на сборнике неизданных треков Sliver the Best of the Box.